# كأس بطولة الولايات المتحدة المفتوحة 2000
كأس بطولة الولايات المتحدة المفتوحة 2000 (بالإنجليزية: 2000 U.S. Open Cup)‏ هو موسم من كأس بطولة الولايات المتحدة المفتوحة. أشرف على تنظيمه اتحاد الولايات المتحدة لكرة القدم، وكان عدد الأندية المشاركة فيه 36، وفاز فيه شيكاغو فاير.